# Накано (Наґано)

36°44′31″ пн. ш. 138°22′10″ сх. д. / 36.74194° пн. ш. 138.36944° сх. д.
Нака́но (яп. 中野市, なかのし, МФА: [nakano ɕi̥]) — місто в Японії, в префектурі Наґано.

## Короткі відомості
Розташоване в північній частині префектури, на березі річки Йомасе. Виникло на основі прифортового містечка та сільських поселень раннього нового часу. Отримало статус міста 1954 року. Основою економіки є сільське господарство, вирощування винограду і персиків, харчова промисловість, виробництво електротоварів і високоточної техніки. В місті розташовані туристичні бази для подорожі луками Сіґа. Станом на 1 квітня 2009 площа міста становила 112,06 км². Станом на 1 липня 2011 населення міста становило 45 358 осіб.